# جورج كير (سياسي كندي)
جورج كير هو سياسي كندي، ولد في 1849 في المملكة المتحدة، وتوفي في 1913. حزبياً، نشط في حزب أونتاريو المحافظ التقدمي. وقد انتخب عضو برلمان مقاطعة أونتاريو.